# Cordia moluccana
Cordia moluccana là loài thực vật có hoa trong họ Mồ hôi. Loài này được Roxb. mô tả khoa học đầu tiên năm 1824.